# Cricket Wireless
Cricket Wireless è una compagnia telefonica mobile. Fornisce servizi wireless a 10 milioni di abbonati negli Stati Uniti; è stata fondata nel marzo 1999 da Leap Wireless International e dal 2014 fa parte del gruppo AT&T.

## Storia
Cricket Wireless è stata fondata nel marzo 1999 da Leap Wireless International. AT&T ha acquisito Leap Wireless International nel marzo 2014, che ha fuso Cricket Wireless con Aio Wireless. Prima dell'acquisizione di AT&T, la società aveva 4,5 milioni di abbonati. Il primo negozio di Cricket è stato Chattanooga, Tennessee, nel 1999 e durante gran parte della sua crescita iniziale è diventato noto come una rete focalizzata sui piccoli mercati rurali.
Nel settembre 2007, MetroPCS, il principale concorrente di Cricket Wireless all'epoca, annunciò un'offerta da 5,3 miliardi di dollari per fondersi con Leap Wireless. Leap ha rifiutato informalmente l'offerta meno di due settimane dopo. MetroPCS ritirò ufficialmente l'offerta meno di due mesi dopo.
Nel dicembre 2007, Cricket ha acquisito l'attività di telecomunicazioni wireless di Hargray Communications Group.
Nel settembre 2008, Cricket e MetroPCS hanno stipulato un accordo di roaming di 10 anni che copre i mercati esistenti e futuri di entrambe le società.
Nel novembre 2008, le due compagnie hanno lanciato la "Premium Extended Coverage", una partnership di roaming con 14 società wireless.
Nell'agosto 2010, Cricket e Sprint hanno firmato un accordo quinquennale all'ingrosso (MVNO) che ha permesso a Cricket di utilizzare la rete 3G EVDO di Sprint negli Stati Uniti.
Nel luglio 2013, AT&T ha accettato di acquistare la società madre di Cricket Wireless per $ 1,2 miliardi. La FCC ha approvato l'acquisizione tra AT&T e Leap Wireless nel marzo 2014. [13]
Cricket Wireless, insieme ad AT&T, ha chiuso le proprie reti 2G il 31 dicembre 2016. I clienti dovevano aggiornare i propri dispositivi per utilizzarli su reti più recenti.
Cricket Wireless ha implementato la sua rete 5G a livello nazionale il 21 agosto 2020.

## Copertura della rete
Prima della sua acquisizione da parte di AT&T, la rete CDMA di Cricket utilizzava la sua rete domestica e gli accordi di roaming con Sprint, tra gli altri vettori CDMA. Tuttavia, la rete CDMA di Cricket è stata chiusa e lo spettro è stato riformulato per l'uso sulle reti HSPA + e LTE di AT&T. A seguito dell'acquisizione da parte di AT&T, Cricket Wireless ha rilasciato dispositivi che utilizzano le reti 3G, 4G e 4G LTE.
Cricket Wireless ha notato sul loro vecchio sito Web che il servizio CDMA sarebbe stato interrotto già a settembre 2015. La maggior parte dei dispositivi prima della fusione con AT&T non sarebbero stati compatibili sulla rete GSM ad eccezione degli iPhone 4s, iPhone 5, iPhone 5c e iPhone 5s. I dispositivi iPhone compatibili richiedono solo una nuova scheda SIM.